# Monti Aurunci
Die Monti Aurunci (Aurunker Berge) sind ein Mittelgebirge in der italienischen Region Latium. Es liegt etwa 130 km südöstlich von Rom und 70 km nordwestlich von Neapel, zwischen dem Tal des Liri und dem Tyrrhenischen Meer. Im Nordwesten schließen die Monti Ausoni an. Der Höhenzug ist ein verkarstetes Kalkgebirge.
Die Aurunker Berge haben eine Ausdehnung von etwa 30 km in west-östlicher Richtung und 15 km in nord-südlicher Richtung.
19.374 ha der Fläche sind im Naturpark Parco Naturale Regionale dei Monti Aurunci unter Schutz gestellt.

## Weblinks

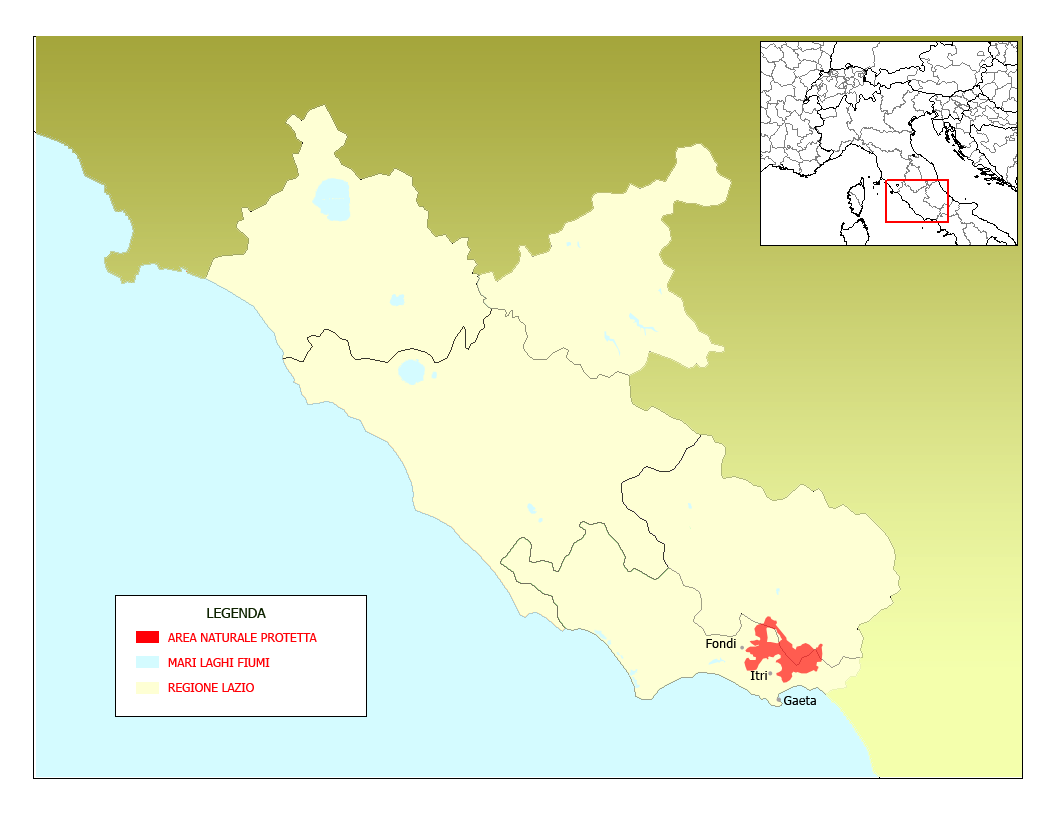
Lage des Parco Naturale Regionale dei Monti Aurunci in der Region Latium